# Sminkrot
Sminkrot (Buglossoides arvensis) är en växtart i släktet sminkrötter och familjen strävbladiga växter. Den har två tydligt åtskilda varieteter, som behandlas under följande artiklar:
- Vit sminkrot (B. arvensis var. arvensis)
- Blå sminkrot (B. arvensis var. coerulescens)